# Ken Russell
Henry Kenneth Alfred "Ken" Russell (Southampton, Anglaterra, 3 de juliol de 1927 − Lymington, Hampshire, Anglaterra, 27 de novembre de 2011, va ser un director de cinema, guionista, actor, productor, muntador i director de fotografia britànic.

## Biografia

### Primers treballs
Russell va néixer en Southampton, i va ser educat a Walthamstow i al Pangbourne College. Va servir en la Royal Air Force i en el transport marítim, i finalment va treballar en televisió després de petits treballs en ball i fotografia.
La seva llista de fotografies documentals van ser publicades a la revista Picture Post l'estiu de 1955, i va continuar treballant com a fotògraf independent per a documentals fins a 1959. Després de 1959, les pel·lícules d'aficionat (els seus documentals sobre el moviment del Cinema Lliure, i el seu curt Amelia and the Angel de 1958) li van assegurar un lloc de treball en la BBC, on va treballar de forma regular des de 1959 fins a 1970, realitzant documentals sobre art per als programes Monitor i Omnibus.

### Dècada dels 60
Els 60 van ser potser la dècada artísticament més rica del director. Entre els seus treballs més coneguts d'aquell període destaquen Elgar (1962), The Debussy Film (1965), Isadora Duncan, the Biggest Dancer in the World  (1967), i Song of Summer (Delius). La pel·lícula d'Elgar va ser innovadora perquè era la primera vegada que un programa d'art (Monitor) mostrava una pel·lícula de llarga durada sobre una figura artística en comptes de curts, i també era la primera vegada que s'utilitzaven representacions. La pel·lícula inclou seqüències d'un jove Elgar muntant en la seva bicicleta sobre Malvern Hills acompanyat per Introduction & Allegro per a orquestra d'Elgar. Russell ha dit que tenia una empatia particular amb la música d'Elgar perquè, com el compositor, ell és catòlic.
Les seves pel·lícules per a televisió es van fer cada vegada més ostentoses i extravagants: The Debussy Film comença amb una escena en la qual a una dona li disparen fletxes (una referència a El Martiri de Sant Sebastià de Claude Debussy); mentre la pel·lícula Dance of the Seven Veils (1970), un còmic de set parts sobre la vida de Richard Strauss, va causar tal escàndol que es van fer preguntes en el Parlament del Regne Unit, i la família Strauss va retirar tots els drets de música i va imposar una prohibició mundial a la pel·lícula que continua al dia d'avui. El 2005 la família Strauss va intervenir per impedir que la pel·lícula fos exhibida en un festival sobre el cinema de Russell als Països Baixos. Encara que la majoria de les seves pel·lícules per a la BBC eren sobre músics, la seva pel·lícula més influent va ser sobre l'Art Pop anomenada Pop Goes the Easel (1962). Realitzada en un estil que reflectia els treballs artístics de Peter Blake, Pauline Boty i d'altres, i contenint seqüències sorprenents que transportaven a l'espectador a la ment dels artistes, va influir a tothom qui era algú en el cinema britànic dels anys 60, particularment a Stanley Kubrick (que posteriorment dirigiria La taronja mecànica) i Lindsay Anderson. La primera pel·lícula característica de Russell va ser French Dressing (1963), una comèdia basada en I Déu va crear la dona de Roger Vadim; el seu fracàs crític i comercial el van fer tornar a la BBC. El seu segon treball per a la pantalla gran va ser un cicle de l'espia Harry Palmer, de l'autor Len Deighton, Billion-Dollar Brain (1967), visualment una obra que només anys després va començar a atreure la lloança de la crítica.

### Dècada dels 70 i la controvèrsia
La pel·lícula de Ken Russell Women in Love, basada en la novel·la de D. H. Lawrence, va guanyar un Oscar per Glenda Jackson i va trencar el tabú del cinema sobre la nuesa frontal masculina. I el que és més important, va ser la tercera pel·lícula amb més beneficis econòmics de l'any al Regne Unit, i va posar Russell en una cadena de pel·lícules de tema adult que van ser tan controvertides com reeixides. En els anys 70 va tenir cinc números 1 en la "British box office" i va estar més setmanes en el número 1 que qualsevol altre director amb la sola excepció de Guy Hamilton (que va dirigir tres pel·lícules de James Bond durant la dècada). El primer número 1 de Russell de la dècada dels 70 va ser The Music Lovers (1970), una inusual biografia de Txaikovski, ja que va utilitzar la música del compositor per comptar la història de la seva vida. L'any següent, Russell va fer The Devils, una pel·lícula tan controvertida que els seus partidaris, la companyia americana Warner Brothers, va refusar estrenar-la sense censura. Inspirada pel llibre d'Aldous Huxley The Devils of Loudun i utilitzant material de John Whiting, va llançar a la fama a Oliver Reed. Als Estats Units, la pel·lícula, que ja havia estat retallada per la distribuïdora al Regne Unit (i va aconseguir els primers llocs durant vuit setmanes) va ser censurada. Mai no ha estat emesa de forma original als Estats Units.
Russell va continuar amb un espectacular remake del musical El xicot, en el qual la supermodel Twiggy va guanyar dos Premis Globus d'Or per la seva actuació: una a la millor actriu musical o còmica, i una per la millor actriu revelació. La pel·lícula va ser retallada, censurant dos números musicals per a l'emissió americana, on incomprensiblement no va tenir gran èxit. Contínua emetent-se en la seva versió original en els cinemes europeus. Russell va proporcionar la major part del finançament per a Savage Messiah, una biografia de l'artista Henri Gaudier-Brzeska, i va proporcionar al productor David Puttnam per a Mahler, una pel·lícula que va fer de Robert Powell un nom conegut.
El 1975, Russell va assolir un hit de dimensions sorprenents. La seva versió cinematogràfica de l'òpera rock de The Who, Tommy protagonitzat per Roger Daltrey, Ann-Margret, Oliver Reed, Elton John, Tina Turner, Eric Clapton, i Jack Nicholson, va ocupar el número u durant catorze setmanes. Per adaptar l'òpera rock a la pantalla gran, Russell va disposar del compositor Pete Townshend, va afegir alguns números nous per omplir la història i va canviar un detall clau en el traumàtic assassinat que Tommy presencia (provocant que es quedi cec, sord i mut). Dos mesos abans que Tommy fos emesa (el març de 1975), Russell va començar a treballar en Lisztomania (1975), un altre vehicle per a Roger Daltrey, i per al músic de rock progressiu Rick Wakeman. Un dels objectius de Russell amb aquest còmic salvatge d'una pel·lícula era explorar el poder de la música per al bo i el dolent. A la pel·lícula, la bona música de Franz Liszt és robada per Richard Wagner qui, en les seves òperes, posa davant el tema del Übermensch ('superhome' o 'suprahombre'), una filosofia i una música que adorava Adolf Hitler (un tema similar va ser expressat a la pel·lícula censurada de Russell de 1970, Dansa dels Set Vels). A Lisztomania, Daltrey (com Liszt) ha d'oposar-se a Wagner, que s'ha convertit en un vampir, interpretat per Paul Nicholas. El final de la pel·lícula, Liszt tornant del Cel en una nau espacial propulsada per les energies de les dones mortes de la seva vida, per vaporitzar al monstruós Wagner, és un dels més rars de tot el cinema. Tommy i Lisztomania van ser importants per incrementar les millores de so en els anys 70.
Van ser les primeres pel·lícules en ser emeses amb pistes d'àudio codificades en Dolby. La participació d'aquestes dues pel·lícules de Russell en aquest treball pioner pot ser atribuït en part a aquest interès especial en la música i la seva localització al Regne Unit, on es va centrar el treball de desenvolupament sobre Dolby. Al Regne Unit Lisztomania va ser en el número 1 durant dues setmanes el novembre de 1975 quan Tommy encara estava dins dels cinc primers llocs de la llista. La següent pel·lícula de Russell, Valentino, també es va mantenir dalt de la llista durant dues setmanes, però no va ser un èxit als Estats Units.

### Dècada dels 80
L'esforç de 1980 de Russell, Altered States, va ser una sortida tant dels seus gèneres com en el seu to habitual, en la seva única incursió en la ciència-ficció, i conté relativament pocs elements de sàtira i caricatura. Treballant amb el guió de Paddy Chayefsky (i basat en la seva novel·la), Russell va utilitzar la seva afició per elaborar efectes visuals per traslladar la història al·lucinant de Chayefsky al cinema. La pel·lícula va ser també significativa per tenir una de les bandes sonores més complexes, polides i poderoses creades per a una pel·lícula de l'època, per la qual cosa va ser nominat als Oscar John Corigliano, més conegut com un compositor de música contemporània. La pel·lícula va tenir un èxit econòmic moderat. Un dels detractors més grans de la pel·lícula va ser el mateix Paddy Chayefsky, que va deixar el projecte poc després que comencés la filmació, i va sol·licitar abans de l'emissió de la pel·lícula que el seu nom fos substituït pel de "Sidney Aaron", que en realitat era el seu propi nom de naixement.
L'última pel·lícula estatunidenca de Russell va ser Crimes of Passion (1984), en la que torna als seus principals temes de sexe i religió, enfrontant a una prostituta interpretada per Kathleen Turner amb un fals predicador de carrer interpretat per Anthony Perkins. Incapaç de complir amb el conservadorisme artístic de Hollywood, Russell va tornar a Europa, trobant finançament de diverses empreses independents. Gothic va ser un tractament típicament histèric de Lord Byron i la creació de la història que es va convertir en Frankenstein.
El 1988 Russell va treure a la llum dues pel·lícules: la paròdia dels films de la companyia britànica Hammer Productions, The Lair of the White Worm, i Salome's Last Dance. Aquesta última el va reunir amb l'estrella de Women in Love, Glenda Jackson. Després Russell va tornar a D.H. Lawrence amb el que fins ara ha estat el seu últim projecte personal al cinema, una adaptació de The Rainbow emesa el 1989.
El 1989, Russell va dirigir el famós vídeo musical d'Elton John, Nikita, i vídeos per a Cliff Richard, Sarah Brightman, i la cançó It's All Coming Back to Me Now de la banda Pandora's Box.

### Dècada dels 90
En la pel·lícula de 1990 La casa Rússia, protagonitzada per Sean Connery i Michelle Pfeiffer, Russell va fer una de les seves primeres aparicions, retratant a Walter, un homosexual britànic que treballa com a oficial d'intel·ligència anglès al costat de la CIA.
Durant els primers anys dels 90, la notorietat de Russell havia atret tant l'atenció dels mitjans de comunicació que va arribar a ser considerat incapaç de treballar en el cinema. Russell va confiar en els seus propis fons per continuar fent pel·lícules. Molta de la seva feina des de 1990 va ser dirigida a la televisió, i va contribuir regularment en The South Bank Show. Prisoner of Honor va ser l'últim treball de Russell amb Oliver Reed; la seva última pel·lícula amb Glenda Jackson va ser The Secret Life of Arnold Bax. Mindbender (1996) va ser descartada per la crítica com a mera propaganda fílmica per al mentalista Uri Geller, i Tracked (1998) era irreconeixible com a pel·lícula de Russell, passant també desapercebuda.

### Dècada de 2000
Russell va fer un cameo en l'adaptació de 2006 de la novel·la de Brian Aldiss Brothers of the Head de Lost in La Mancha. També va fer un cameo el 2006 en Colour Me Kubrick. Va dirigir una part de l'antologia de terror Trapped Ashes el qual també inclou parts dirigides per Sean S. Cunningham, Monte Hellman, i Joe Dante. A més va preproduir dues pel·lícules: The Pearl of the Orient and Kings X.
Esforços com The Lion's Mouth i The Fall of the House of Usher (2002) van tenir pobres resultats i limitada distribució. Des de 2004 Russell va estar a la Newport Film School de la Universitat de Gal·les. Una de les seves moltes tasques va ser aconsellar els estudiants sobre la realització de les seves pel·lícules de graduació. També va presentar "Finest Film Awards" el juny de 2005 (per als cineastes graduats de Newport). L'abril de 2007, Russell va ensenyar en la Universitat de Southampton, on va tenir un paper similar al que tenia en la Newport Film School. La seva arribada es va celebrar amb l'emissió d'un rar tall del director de The Devils. Russell va treballar allà fins al març de 2008, any que va estrenar Invasion of the Not Quite Dead. Russell va treballar fins a la seva mort, el 27 de novembre de 2011, en la producció de la seva primera pel·lícula de llarga durada en gairebé 5 anys, Moll Flanders, una adaptació de la novel·la de Daniel Defoe, protagonitzat per Lucinda Rhodes-Flaherty i Barry Humphries.

## Filmografia

### Director
| - 1956: Knights on Bikes - 1956: Peepshow - 1957: Amelia and the Angel - 1958: Lourdes - 1958: Monitor (sèrie TV) - 1959: Variations on a Mechanical Theme (TV) - 1959: Portrait of a Goon (TV) - 1959: Poet's London (TV) - 1959: McBryde and Coquhoun: Two Scottish Painters - 1959: Guitar Craze (TV) - 1959: Gordon Jacob (TV) - 1960: Shelagh Delaney's Salford (TV) - 1960: The Miner's Picnic (TV) - 1960: Marie Rambert Remembers (TV) - 1960: The Light Fantastic (TV) - 1960: A House in Bayswater - 1960: Cranko at Work (TV) - 1960: Architecture of Entertainment (TV) - 1961: Prokofiev - 1961: Old Battersea House (TV) - 1961: London Moods (TV) - 1961: Antonio Gaudi (TV) - 1962: Preservation Man (TV) - 1962: Pop Goes the Easel (TV) - 1962: Mr. Chesher's Tracció Engines (TV) - 1962: Lotte Lenya Sings Kurt Weill (TV) - 1962: Elgar (TV) - 1963: Watch the Birdie (TV) - 1964: Lonely Shore (TV) - 1964: The Dotty World of James Lloyd, sèrie Omnibus(TV) - 1964: Diary of a Nobody (TV) - 1964: Bartok (TV) - 1964: French Dressing - 1965: The Debussy Film (TV) - 1966: Isadora Duncan, the Biggest Dancer in the World (TV) - 1966: Don't Shoot the Composer (TV) | - 1967: Un cervell de mil milions de dòlars (Billion Dollar Brain) - 1967: Dante's Inferno (TV) - 1968: Song of Summer a Frederick Delius, sèrie Omnibus (TV) - 1969: Dones enamorades (Women in Love) - 1970: Dance of the Seven Veils a Richard Strauss, sèrie Omnibus (TV) - 1970: The Music Lovers - 1971: The Devils - 1971: El xicot3 - 1972: Savage Messiah - 1974: Mahler - 1975: Tommy - 1975: Lisztomania amb Roger Daltrey (Franz Liszt), Ringo Starr - 1977: Valentino - 1978: Clouds of Glory: The Rime of the Ancient Mariner (TV) - 1978: Clouds of Glory: William and Dorothy (TV) - 1984: La passió de China Blue (Crimes of Passion) - 1989: A British Picture amb Molly Russell, Rupert Russell, Victoria Russell, Vivian Russell i Ken en els seus propis papers (TV) - 1989: The Rainbow adaptació de D.H. Lawrence amb David Hemmings, Glenda Jackson - 1990: Women and Men: Stories of Seduction segment "Dusk Before Fireworks" adaptació de Dorothy Parker (TV) - 1990: The Strange Affliction of Anton Bruckner (TV) - 1991: Road to Mandalay documental (TV) - 1991: Whore - 1991: Prisoner of Honor amb Richard Dreyfuss, Oliver Reed, Peter Firth, Jeremy Kemp, Brian Blessed - sobre l'affaire Dreyfus (TV) - 1992: The Secret Life of Arnold Bax amb Glenda Jackson (TV) - 1993: The Mystery of Dr. Martinu (TV) - 1993: Lady Chatterley sèrie amb Joely Richardson, Sean Bean, James Wilby, Shirley Anne Field (TV) - 1995: Classic Widows documental (TV) - 1995: Alice in Russialand (TV) - 1995: Treasure Island (TV) - 1996: Tales of Erotica segment "The Insatiable Mrs. Kirsch" - 1996: Mindbender amb Terence Stamp, Delphine Forest (TV) - 1997: Ken Russell 'In Search of the English Folk Song' documental - 1998: Dogboys amb Bryan Brown, Dean Cain, Tia Carrere (TV) - 2000: Lion's Mouth court métrage - 2002: Elgar: Fantasy of a Composer on a Bicycle documental (TV) - 2002: The Fall of the Louse of Usher - 2006: Trapped Ashes segment "The Girl with Golden Breasts" |

### Guionista
- 1962: Elgar (TV)
- 1964: Diary of a Nobody (TV)
- 1965: The Debussy Film (TV)
- 1965: Always on Sunday (TV)
- 1966: Isadora Duncan, the Biggest Dancer in the World (TV)
- 1967: Dante's Inferno (TV)
- 1968: Song of Summer (TV)
- 1971: The Devils
- 1971: El xicot (The Boy Friend)
- 1974: Mahler
- 1975: Tommy
- 1975: Lisztomania
- 1977: Valentino
- 1978: Clouds of Glory: The Rime of the Ancient Mariner (TV)
- 1978: Clouds of Glory: William and Dorothy (TV)
- 1987: Un sketch (Aria)
- 1988: Salome's Last Dance
- 1988: The Lair of the White Worm
- 1989: A British Picture (TV)
- 1989: The Rainbow
- 1990: The Strange Affliction of Anton Bruckner (TV)
- 1991: Road to Mandalay (TV)
- 1991: La Putain (Whore)
- 1992: The Secret Life of Arnold Bax (TV)
- 1993: The Insatiable Mrs. Kirsch
- 1993: Lady Chatterley (TV)
- 1996: Tales of Erotica
- 1996: Mindbender
- 1997: Ken Russell 'In Search of the English Folk Song'
- 2000: Lion's Mouth
- 2002: The Fall of the Louse of Usher
- 2006: Marple: The Moving Finger (TV): Reverend Caleb Dane Calthrop

### Actor
- 1962: Walk with the Damned: A Hood
- 1966: Isadora Duncan, the Biggest Dancer in the World (TV): Capità Patterson (cameo)
- 1968: Song of Summer (TV): Capellà (cameo)
- 1972: Savage Messiah: Passatger baixant del tren en una estació
- 1975: Tommy: Cripple
- 1977: Valentino: Rex Ingram
- 1986: Gothic: Turista
- 1988: Salome's Last Dance: Cappadocian / Kenneth
- 1990: La casa Rússia (The Russia House): Walter
- 1991: Whore: Criat
- 1992: The Secret Life of Arnold Bax (TV): Sir Arnold Bax
- 1993: Lady Chatterley (TV): Sir Michael Reid
- 1996: Tales of Erotica: Mr. Kirsch (segment "The Insatiable Mrs. Kirsch")
- 1996: A History of British Art (TV): Música Hall performer
- 2000: Lion's Mouth: Ken the Clown
- 2002: The Fall of the House of Usher: Dr. Calihari
- 2006: Marple: The Moving Finger (TV): Rev Caleb Dane Calthrop
- 2005: Colour Me Kubrick: Nightgown Man
- 2010: Mr. Nice de Bernard Rose
- 2011:  Zero de David Barrouk

### Productor
- 1965: Always on Sunday (TV)
- 1966: Isadora Duncan, the Biggest Dancer in the World (TV)
- 1967: Dante's Inferno (TV)
- 1968: Song of Summer (TV)
- 1970: The Música Lovers
- 1971: The Devils
- 1971: El xicot
- 1972: Savage Messiah
- 1975: Tommy
- 1983: The Planets (TV)
- 1986: Ralph Vaughan Williams (TV)
- 1988: The Lair of the White Worm
- 1989: The Rainbow
- 1998: Dogboys (TV)

### com a muntador
- 2000: Lion's Mouth
- 2002: The Fall of the Louse of Usher

### com a director de fotografia
- 1957: Amelia and the Angel

## Premis i nominacions

### Premis
- 1971: Pasinetti Award al Festival de Venècia per The Devils
- 1972: National Board of Review com a millor director per The Devils i per El xicot
- 1972: Sindacato Nazionale Giornalisti Cinematografici Italiani d'un ruban d'argent com a millor director estranger (Regista del Miglior Film Straniero) per The Devils
- 1974: Festival de Cannes amb el gran Premi tècnic per Mahler

### Nominacions
- 1970: BAFTA a la millor direcció per Women in Love
- 1971: Oscar al millor director per Women in Love
- 1971: Globus d'Or al millor director per Women in Love
- 1971: BAFTA a la producció especialitzada per Omnibus
- 1974: Palma d'Or per Mahler
- 1987: Palma d'Or per Aria (amb Robert Altman, Bruce Beresford, Bill Bryden, Jean-Luc Godard, Derek Jarman, Franc Roddam, Nicolas Roeg, Charles Sturridge, Julien Temple)